# Takumi Nagura
Takumi Nagura (名倉 巧 Nagura Takumi?), född 3 juni 1998 i Tokyo prefektur, är en japansk fotbollsspelare.
Nagura började sin karriär 2017 i FC Ryukyu. 2018 flyttade han till V-Varen Nagasaki.